# Лахен (Бавария)
Лахен (нем. Lachen) — община в Германии, в земле Бавария.
Подчиняется административному округу Швабия. Входит в состав района Нижний Алльгой. Население составляет 1424 человека (на 31 декабря 2010 года). Занимает площадь 13,34 км².
Коммуна подразделяется на 7 сельских округов.

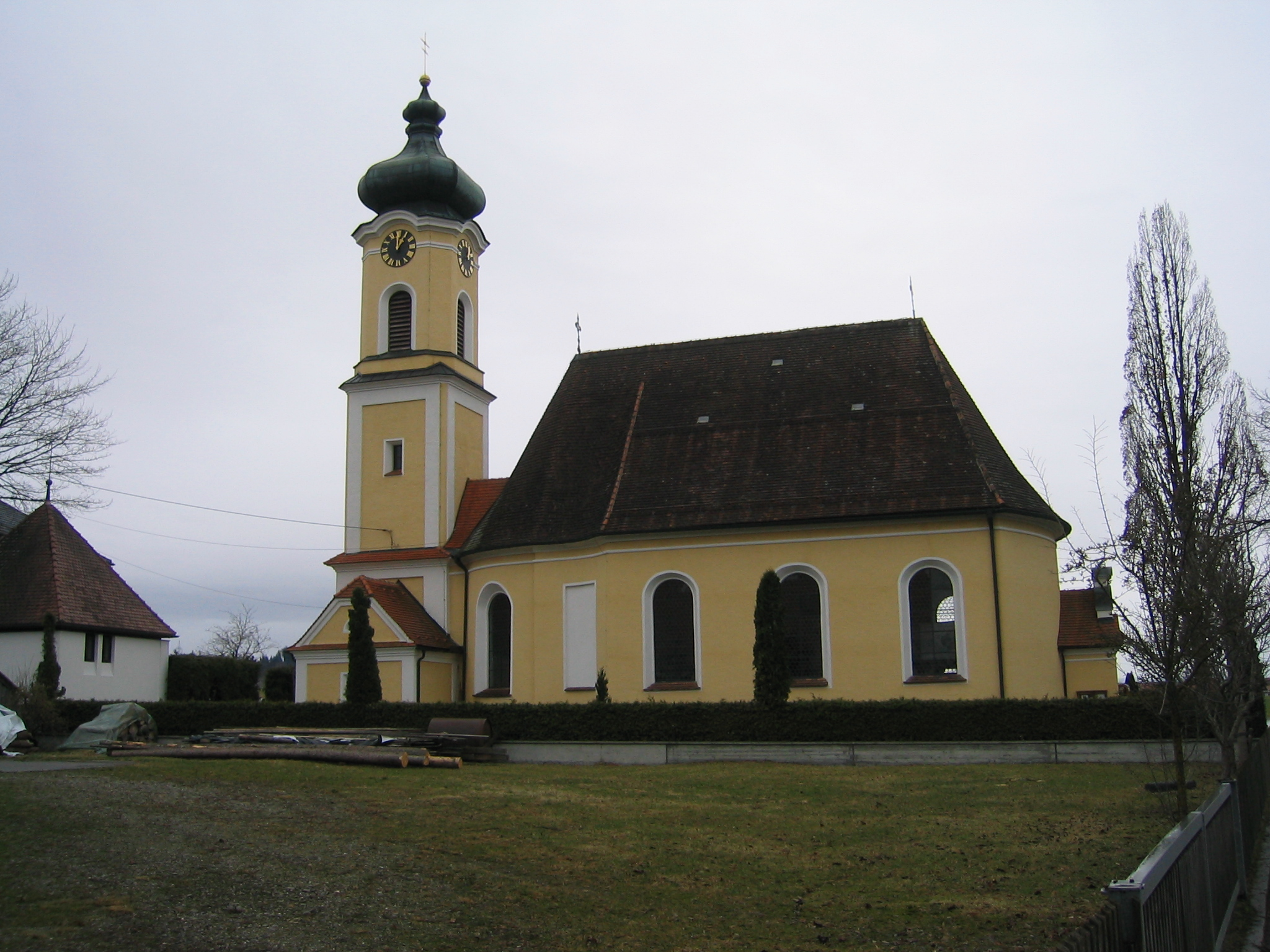
Церковь